# Чемпіонат Української РСР з хокею 1950
Чемпіонат Української РСР з хокею сезону 1950 року було розпочато 29 січня. Розіграш проводився за коловою системою з роз'їздами, і команди мали зіграти одна з одною. Участь в першості взяли хокеїсти Києва, Харкова, Львова, Дрогобича, Ужгорода та Тернополя.
З результатів змагань відомі лише результати першого туру, а також те, що чемпіоном і срібним призером знову стали харківський «Локомотив» та київське «Динамо» відповідно.

## Розіграш першості

### 1 тур
| Дата       | Місце    | Господарі          |   | Гості                 | Рахунок              |
| 29.01.1950 | Дрогобич | «Спартак» Дрогобич | – | «Спартак» Ужгород     | 3:0 (?:?, ?:?, ?:?)  |
| 29.01.1950 | Харків   | «Локомотив» Харків | – | «Спартак» Львів       | 11:2 (?:?, ?:?, ?:?) |
| 29.01.1950 | Київ     | «Динамо» Київ      | – | «Локомотив» Тернопіль | +:- (неявка)         |

## Підсумкова класифікація
| Місце | Команда               | 1    | 2   | 3    | 4   | 5   | 6   | І | В | Н | П | Ш    | О |
| ----- | --------------------- | ---- | --- | ---- | --- | --- | --- | - | - | - | - | ---- | - |
| 1     | «Локомотив» Харків    |      | ?:? | 11:2 | ?:? | ?:? | ?:? | 5 | 1 | ? | ? | 11-2 | ? |
| 2     | «Динамо» Київ         | ?:?  |     | ?:?  | ?:? | ?:? | +:- | 5 | 1 | ? | ? | ?-?  | ? |
| ?     | «Спартак» Львів       | 2:11 | ?:? |      | ?:? | ?:? | ?:? | 5 | ? | ? | 1 | 2-11 | ? |
| ?     | «Спартак» Дрогобич    | ?:?  | ?:? | ?:?  |     | 3:0 | ?:? | 5 | 1 | ? | ? | 3-0  | ? |
| ?     | «Спартак» Ужгород     | ?:?  | ?:? | ?:?  | 0:3 |     | ?:? | 5 | ? | ? | 1 | 0-3  | ? |
| ?     | «Локомотив» Тернопіль | ?:?  | -:+ | ?:?  | ?:? | ?:? |     | 5 | ? | ? | 1 | ?-?  | ? |

### Склади команд
«Локомотив» Харків: Валентин Пуценко (?, ?), Микола Уграїцький (?, ?); Євген Брусов (?, ?), Степан Безрук (?, ?), Анатолій Головін (?, ?), Борис Гуркін (?, ?), Георгій Кацай (?, ?), Олександр Бакуменко(?, ?), Олександр Бутенко (?, ?), О. Васильєв (?, ?), Г. Пирогов (?, ?), Володимир Безпалий (?, ?), Віктор Рогозянський (?, ?), Георгій Борзенко (?, ?), Іван Жеребкін (?, ?), Микола Стешенко (?, ?)

## Всесоюзні змагання
Виборовши республіканський чемпіонський титул, хокеїсти «Локомотива» спробували свої сили на всесоюзній першості серед команд другої групи (другий дивізіон за тогочасною ієрархією). Харків'яни здобули одну перемогу та одну нічию при семи поразках та трьох неявках, посівши останнє місце серед семи учасників.